# キュテラのヴィーナス

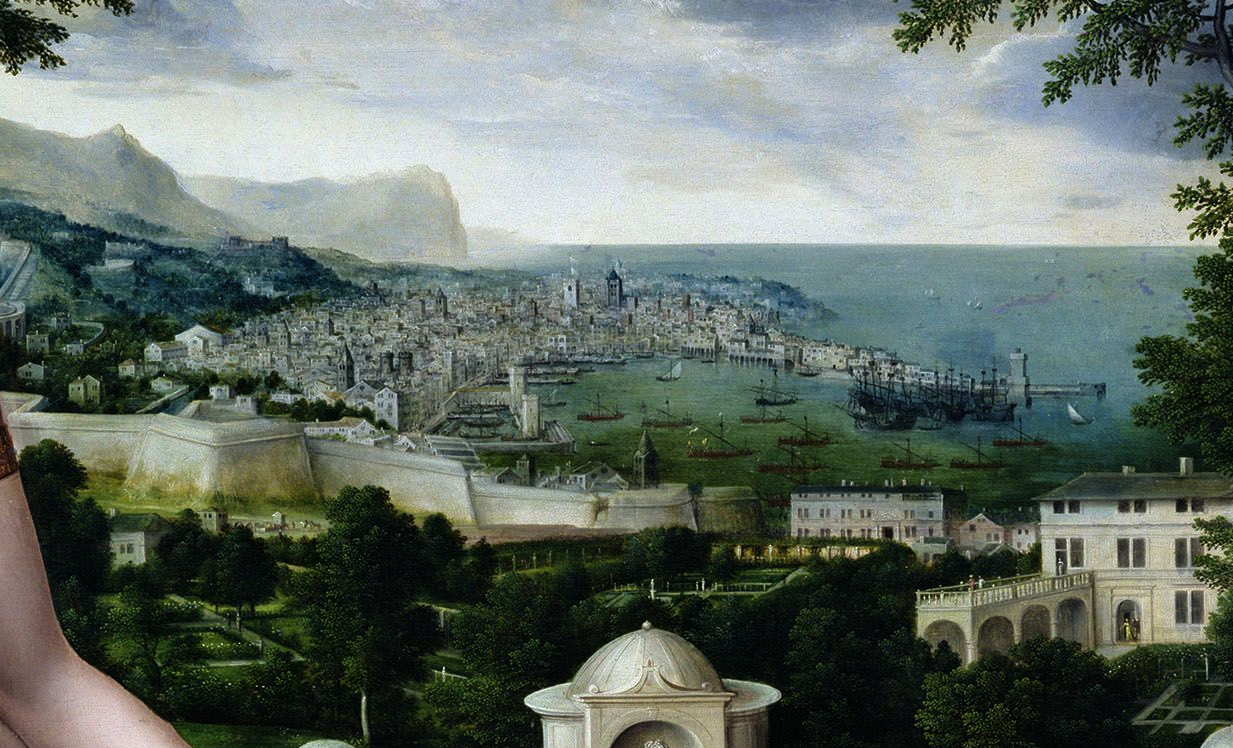
背景に描かれた海運都市ジェノヴァ。テラスを持つ建物は同市のヴィラ・デル・プリンチペとされる。

『キュテラのヴィーナス』（典: Venus Cythereia, 英: Venus of Cythera）は、16世紀のアントウェルペンの画家ヤン・マサイスが1561年に制作した絵画である。油彩。愛と美の女神ヴィーナスあるいは春と花の女神フローラを描いたと見なされている。現在はストックホルムのスウェーデン国立美術館に所蔵されている。

## 作品
ヴィーナスは屋外の大理石のテラスに設置された、背もたれのない長椅子に座っている。ヴィーナスは魅惑的な微笑を投げかけながら、手に赤と白のカーネーションの花を持ち、長椅子のそばに置かれた花瓶には赤と白のバラが飾られている。女神のいるテラスは遠方の風景を眺望できる場所にあり、テラスに接している庭園がより低い位置に描かれている。真珠のネックレスや、庭園の噴水および壷を持ったニンフ像、海を臨む背景は、ヴィーナスが海で誕生した神話を思い出させるためのモチーフとして描かれている。手すりの上の球体はルネサンス期では完全を意味し、全世界ないし天球を象徴したが、ここではヴィーナスの完全なる美しさの象徴として描かれていると考えられる。また孔雀はヴィーナスではなく女王ユノの象徴であり、なんらかの道徳的寓意を表すと考えられているが、いずれもそれらのシンボルの意味を正確に判断するのは困難である。画家は薄く透明な衣の下に、北方ルネサンスの冷たく光る彫刻のように滑らかな、しかし充実した女神の裸体を描いており、背景では遠近法のもとで庭園の木々の葉や遠方の城壁に守られた街並みにいたるまで微細に描き込んでいる。画家は本作品の署名に自分の名前の後に、名の通った画家であった父クエンティンの名前を記している。

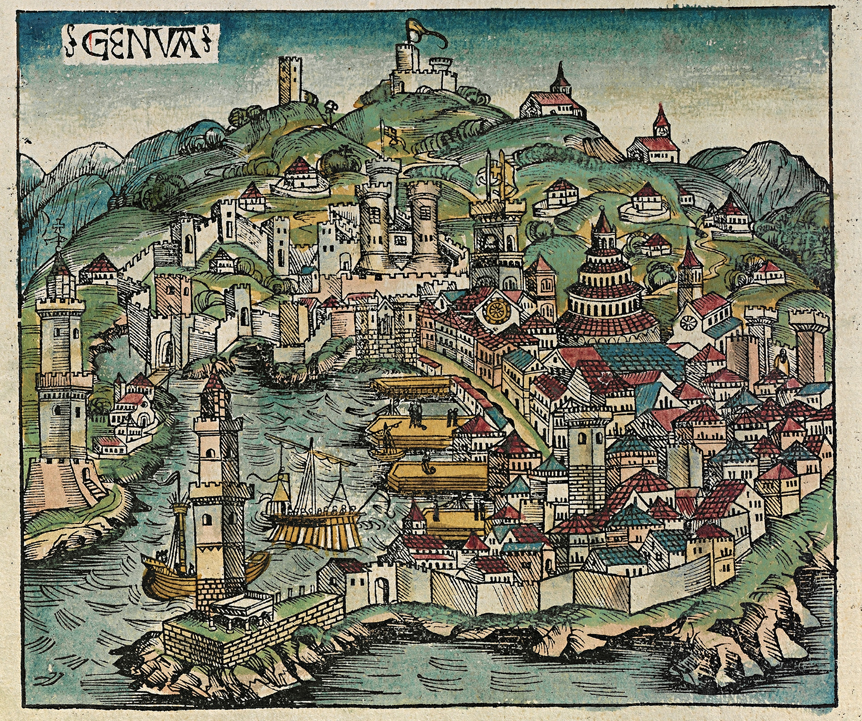
『ニュルンベルク年代記』の木版画に描かれたジェノヴァの都市（1493年）。ランテルナは画面の左端の塔。

本作品の重要な要素として背景が挙げられている。背景はヴィーナスが座った前景、複数の別荘と庭園が描かれた中景、最後に城壁で囲まれた港の街並みと海上の様子が描かれた遠景の3つに分かれているが、描かれた風景はその場所が北イタリアの海運都市ジェノヴァであることを示している。たとえば遠景の繁栄した港町の様子と、入り江と岬によって形成された地形、町に立つ複数の塔および岬に立つ2つの灯台のうちの１つは《ランテルナ》として有名なジェノヴァ灯台であり、港町のさらに遠景にはポルトフィーノの岬が描かれている。また中景に描かれたテラスと庭園のある建物はジェノヴァ出身の軍人アンドレア・ドーリアの宮殿であり、同市の歴史的な建築物であるヴィラ・デル・プリンチペ（Palazzo Doria）である。この宮殿は16世紀後半に行われた改築以前の姿で描かれているので、研究者からドーリアの宮殿に関する資料としての絵画の重要性が指摘されている。

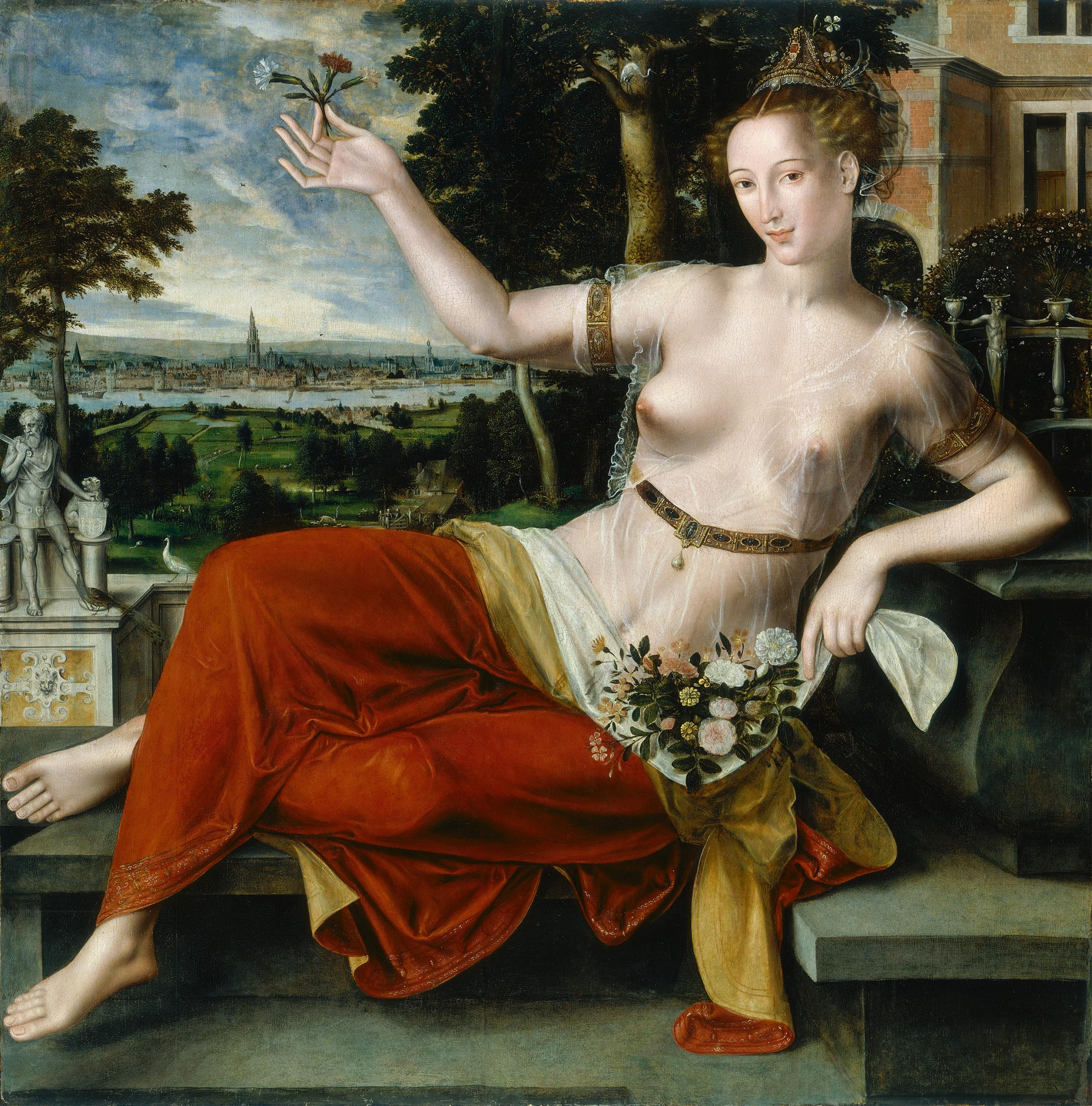
ヤン・マサイスの1559年の絵画『フローラ』。ハンブルク美術館所蔵。遠方にはアントウェルペンの街並みが見える。

よって、本作品のパトロンはしばしばドーリア本人とされて来たが、ジェノヴァ出身の貴族で銀行家、外交官として活躍したアンブロージョ・ディ・ネグロとの関連性も指摘されている。ドーリアの宮殿の西側にはディ・ネグロ家が所有していた丘陵があり、丘陵の頂上からはジェノヴァの街全体、港、海岸までの景色、特に西のランテルナと東のポルトフィーノ岬を同時に見渡すことができた。ディ・ネグロは本作品の前年から丘陵の中腹にあった庭園を再造営しており、これらのすべての要素が本作品に描かれていることや、1558年から1559年にかけてディ・ネグロがオランダを訪れた時期が、ちょうどマサイスがアントウェルペンの風景とともにフローラを描いた作品を制作した時期と重なっていることから、それを見たディ・ネグロの発注によってジェノヴァの景観を描いた本作品が制作されたと考えられる。
ヤン・マサイスは1540年代に異端者として非難され、国外に亡命せざるを得なかったが、本作品のヴィーナスの官能的な女性美と洗練された宮廷趣味に見られるフォンテーヌブロー派の影響や、背景に描かれたジェノヴァの詳細な都市風景といった要素は、画家が亡命先のイタリアやフランスで仕事をしたことを示唆している。ただし、そのことは必ずしもマサイスが実際に本作品の背景を描いたことを意味するわけではない。何人かの研究者はヤン・マサイスに共同制作者が存在したことを想定しており、アントウェルペンの工房の通例に従って都市景観を描く専門家に依頼して、遠景を制作したと考えている。背景の制作者の有力候補としては、画家の兄弟で風景画家であったコルネリス・マサイスの名前が挙がっていたが、美術史家ヤン・ファン・デル・ストックの研究によって、コルネリスは1556年4月から1557年1月の間に死去したことが判明しているため現在では否定されている。

## 来歴
絵画は神聖ローマ皇帝ルドルフ2世のコレクションに属しており、当時の目録では『フローラ』の名で記載されている。1648年のプラハの戦いでスウェーデン軍の略奪に遭い、その他多くの美術品とともにスウェーデンに移った。その後、スウェーデン国立美術館の設立に伴い、1865年に他のコレクションとともに王立美術館（Kongl. Museum）から同美術館に移されて現在に至っている。